# Nothomyrmica intermedia
Nothomyrmica intermedia är en myrart som beskrevs av Wheeler 1915. Nothomyrmica intermedia ingår i släktet Nothomyrmica och familjen myror. Inga underarter finns listade i Catalogue of Life.